# Садавитишвило
Садавитишвило (груз. სადავითიშვილო; букв. — «удел Давитишвили») — княжество (сатавадо), существовавшее в Картлийском и Картли-Кахетинском царствах с начала XVI по начало XIX века. 
Возглавлялось отраслью кахетинской ветви царской династии Багратионов — князьями Багратион-Давитишвили. Главной крепостью княжества был замок Нулис-цихе, расположенный в селении Нули (уничтожен в ходе событий в 2008 году).

## История образования
Прародителем рода является царевич Кахетии, Деметре Александрович Багратиони (Твалдамцвари), внук последнего царя единого Грузинского царства и первого царя Кахетии, Георгия VIII (1446-1466, 1466-1476), которому наследовал его сын, второй царь Кахетии Александр (1476-1511), правивший мирно и уступчиво по отношению к Османской Империи и Сефевидской Персии, чтобы сохранять мир в государстве. Царевич Деметре рассматривался наследником престола в Кахетинском царстве, что вызывало ревность со стороны его брата, Георгия.
Из росписи выехавшей в Русское царство ветви князей Давыдовых, представленной грузинским историком Иосифом Левановичем Бичикашвили:
Таким образом, можно понять, что до образования княжества в пределах Картлийского царства князья Давитишвили имели сатавадо, или, вероятнее, самоураво в пределах Кахетинского царства, возглавлявшегося на тот момент царем Георгием II (в народе - Авгиоргом, Георгием Безумным), но опасаясь репрессий, бежали в Картли, к царю Давиду X, приходящимся им родственником по мужской линии.
Князь Рамаз Давитишвили (ум. ок. 1550-1580), внук царевича Деметре Багратиони, получил под управление селение Дирби вместе с ее крепостью (современный Карельский муниципалитет, Шида-Картли). Прежде она принадлежала Давиду, сыну Деметре, который отстроил и укрепил ее при помощи князей Цицишвили и Палавандишвили.
Однако противился усилению в Картли своих родственников царь Кахетии, опасавшийся претензий на узурпированный Георгием II престол Кахетии, и множеством подарков вьюков шелка царю Картли пытался избавиться от угрозы. В результате этих событий феодалы по приказу царя Картли разрушили крепость в Дирби, а имение перешло к Рамазу. Когда скончался шах Исмаил, потомки царевича Деметре лишились основной поддержки со стороны Персии, и остались в Картли, так и не вернув себе кахетинский трон, обещанный им персидским шахом. Парсадан Горгиджанидзе указывает, что кахетинскому царю помогал князь Мухрани. Описывая царскую ветвь кахетинских Багратиони, в частности Александра II (1574—1601, 1602—1605), историк Дмитрий Захарович Бакрадзе подчеркивал их происхождение:
Александр II «принадлежал тому дому, над которым тяготело проклятие Божие и который известен гнусными злодеяниями. Дед его Ав-Гиорги зарезал родного отца, Александра I, ослепил родного брата и сам умер насильственною смертию. Отец Александра II, Леван I, был развратен и жил в разладе с женою своею, Тинатиною, дочерью гуриеля Мамии, которая построила Шуамтинский монастырь, где и умерла в уединении. По мнению одного летописца, он сам убит сыном своим Александром, рожденным от Тинатины и не пользовавшимся расположением отца».историк Дмитрий Захарович Бакрадзе, 1864 год
Примечательно, что Александр II, подобно своему прадеду, был убит своим сыном, царевичем Константином, узурпировавшего трон Кахетии с марта по октябрь 1605 года.

### В Имеретинском и Картлийском царстве
По мере процветания в грузинской феодальной среде, эта отрасль Багратионов сумела добиться установления контроля над другими территориями в Картлийском царстве - в Верхней Картли от царя Баграта III Имеретинского они получили деревню Нули вместе с ее крепостью, селения Торманеули, Гвершети, Плеви, Канбади, Мцхетисджвари вместе с вассалами в виде дворянских (азнаурских) родов Херхеулидзе и Татишвили, и крестьян Мохиси и Руиси вместе с церковью и кладбищем. 
Давид прибыл к имеретинскому царю, и тот уступил в Верхней Картли деревни Нули, Торманеули, Гвершети, Плеви, Канбади, Мцхетас-Джвари, крестьян Мохиси и Руиси и церковь с кладбищем, а также дворян Херхеулидзе и Татишвили. Рамаз понравился царю Баграту. И все эти деревни были куплены на золото и серебро, пожалованные шахом.Парсадан Горгиджанидзе, повествование о потомках ослепленного
Роду удалось добиться политических высот в Имеретинском и Картлийском царстве. Князь Рамаз Давитишвили (ум. ок. 1550-1580), как возвышающийся феодал, был выбран в качестве мужа для дочери царя Имеретии Баграта III, временно контролировавшего часть земель Картлийского царства (Али, Сурами, Ахалдабу), это позволило князю Рамазу Багратион-Давитишвили приобрести больше владений для своего княжества, включая земли из княжества Самцхе.
Известно, что в следствие конфликта в Картли с царем Луарсабом I из картлийской ветви Багратионов им пришлось занять сторону Баграта III из Имеретии, чтобы сохранить свое положение. В дальнейшем княжескому дому все же удастся наладить связь с царским домом Картли, и они завяжут дружбу с царем Свимоном I, и в служении царю Свимону погибнет генерал князь Константин Давитишвили, отражавший нашествие турок в Одиши в 1598 году.
Царевич Иоанн Багратион-Грузинский, сын последнего царя Картли-Кахетии Георгия XII в своей научной работе «краткое описание фамилий князей и дворян, живущих в Грузии»указывает, что князьям Багратиони-Давитишвили также принадлежал дворянский род (азнаурского достоинства) Раминисшвили, выехавший в Картлийское царство около 1588 года, который был пожалован им в вассалитет царем Картли Симоном I.
Сближая отношения с царским домом Багратионов из Картли, князьям Багратион-Давитишвили выпала возможность усилить свое положение при дворе за счет брака сына Вахтанга Симоновича (сын Симона I, царя Картли) с дочерью князя Давида Багратион-Давитишвили, моурава Ахалдабы и Дирби; от этого брака родился Луарсаб, один из фаворитов царя Ростом-хана, искавшего себе наследника на престоле Картли, трагически убитого в результате интриг царя Кахетии Теймураза I.
Другая представительница рода, княжна, позднее царица Картлийского царства, Тамара Багратиони-Давитишвили была супругой царя Картли Георгия XI. Тамара родила Георгию сына, царевича Баграта (ум. 1695) и царевну Мариам (ум. 1715), жену эристава Ксани (1675—1717), князя Давида Квенипневели.
27 июля 1608 года роду князей Давитишвили (в частности, бокаултухуцесу Давиду и его сыновьям Константину и Элизбару) в пределы их княжества царем-мучеником Луарсабом II были пожалованы новые территории в Картлийском царстве с пашнями, виноградниками, полями, мельницами, поймами и пастбищами с крестьянами за их верное служение картлийскому царю, таким образом, пополнив состав княжества множеством крепостных и рядом мелких дворян (азнауров).
Князь Давид Давитишвили станет доверенным лицом Ростом-хана в его сопровождении в Персию в 1634 году. Другой выходец этого дома, также сторонник Ростом-хана, князь Элизбар Багратиони, сын Давида, принимал активное участие в правлении Ростома, привезя тому лично из Персии халат пожалованный царю шахом, а во время мятежей княжеских домов Цицишвили и Чхеидзе подавил их мятежи, пленил и отправил их в цепях в Персию.
23 октября 1634 года при царе Картли, Ростом-хане, произошли важные события для дома Багратион-Давитишвили; им были пожалованы села Броцлети, Глибреви, Гверети, село Бани, Цаблована, Тихреви, а также дворяне Рикадзе, ставшие их вассалами наряду с дворянами Раминисшвили, Татишвили и Херхеулидзе. Подпись оставили царица Мариам и царь Ростом-хан, к делу были подключены Католикос-Патриарх Картли Евдемон I, эристав Заал-бег, князь Иотам Амилахвари, князь Зураб Бараташвили, и мдиванбег Каплан. Клятва была засвидетельствована перед моуравом Атени Георгием, епископом Сагинашвили, бокаултухуцесом Роином Джавахишвили, и князем Кайхосро Саакадзе.
В 1639 году Элизбар вывозит из Персии другого представителя царской ветви Багратионов Картли, царевича Луарсаба (внук царя Картли Симона I), поскольку Ростом был стар и бездетен. Дело безопасной транспортировки в Грузию было поручено князю Элизбару Багратион-Давитишвили в связи с высочайшим доверием к нему, поскольку речь шла о престолонаследнике Картлийского царства. Но все же царевич Луарсаб был убит в 1652 году в результате политических интриг царя Кахетии Теймураза I Багратиони, поддерживаемого возмущенной знатью Картли, ведь это был очередной Багратион, получивший воспитание в Персии (а с ней и веру, ислам шиитского толка). Посредством других заговоров, Теймураз также ликвидировал и других представителей царской династии Картли, но на престол все же взошел Бахута-Вахтанг V из дома князей Багратион-Мухранских, избранный Ростом-ханом; и таким образом, продолжил линию Ростом-хана, вплоть до ее полного угасания в 1658 году.
В 1648 году при том же Элизбаре княжеский дом Багратиони-Давитишвили заслужил признание шаха Персии после подавления восстания царя Теймураза и его сына царевича Датуны, последний был убит и обезглавлен Джамал-ханом, голова которого совместно с павшими дворянами была отослана к шаху в Персию. Благодарный за верность шах вознаградил дом Давитишвили тремя деревнями в Гяндже (современный Азербайджан). Царь Теймураз укрылся в Имеретии, и вскоре началось междуцарствие, нанесшее непоправимый урон Имеретинскому царству.
Из записи 1648 года также становится ясным, что князь Хохона Давитишвили по распоряжению царя Кахетии, Теймураза I, правил кахетинским селением Шилда.
Посредством браков с представителями царских ветвей династии Багратионов им удалось добиться расширения и большего влияния в государстве. К примеру, князь Рамаз, женившись на дочери царя Баграта III Имеретинского стал очень важным лицом в стране - и за счет этого его сын, Давид, сумел добиться родства с другой отраслью царского дома Грузии - князьями Мухранскими, породнившись с дочерью Кайхосро Мухранбатони, сподвижника моурава Георгия Саакадзе, женив на ней своего сына, Элизбара, на княжне Тинатин, таким образом, приобретя больше влияния в грузинской аристократической среде.

### Состояние княжества в поздние времена
В 1724 году, в результате исхода в Русь феодальной свиты царя Картли Вахтанга VI, владения князей Давитишвили сократились в размерах, их владения были подвержены масштабной атаке османов; селения княжества были разорены, жители угнаны в рабство, в результате чего значительную часть их владений аннексировали князья Амилахвари, присоединив их к своему домену - Саамилахоро. Царем Картли на тот момент был ставленник османов - Иессе, очень нелестно о котором отзывался царевич Вахушти:
А этот Иесе, который веселился и наслаждался непристойно с юнцами и неподобающими песнями, [вместо того], чтобы поступать величественно, отнял жену у Кайхосро Амираджиба, дяди матери своей, племянницу бабушки своей, дочь Эрасти, и взял себе в жены. Осудили [его] каталикоз-епископы и особенно Иоанн Саакадзе, настоятель Гареджского [монастыря] Бертубани, человек достойный, однако не послушался юн, говоря: «Подобает мне, как мусульманину».Вахушти Багратиони, история царства Грузинского
В 1750-х годах княжество упорно отражало нападки горцев. Благодаря сохранившемуся письму февраля 1761 года, царю Картли-Кахетии Ираклию II, автором которого является князь Садавитишвило, Заал Багратиони, представляется возможным узнать о состоянии одного из селений княжества - речь о деревне Сативе, подвергавшейся систематическим грабительским нападкам со стороны горцев (лекианоба).
В нашем имении Сативе уже не зажигается огонь, крепостных не осталось, те, кто спаслись от лезгин, рассыпались по разным местам, спасая свою жизнь.князь Заал Багратиони-Давититишвили, письмо царю Картли-Кахетии Ираклию II

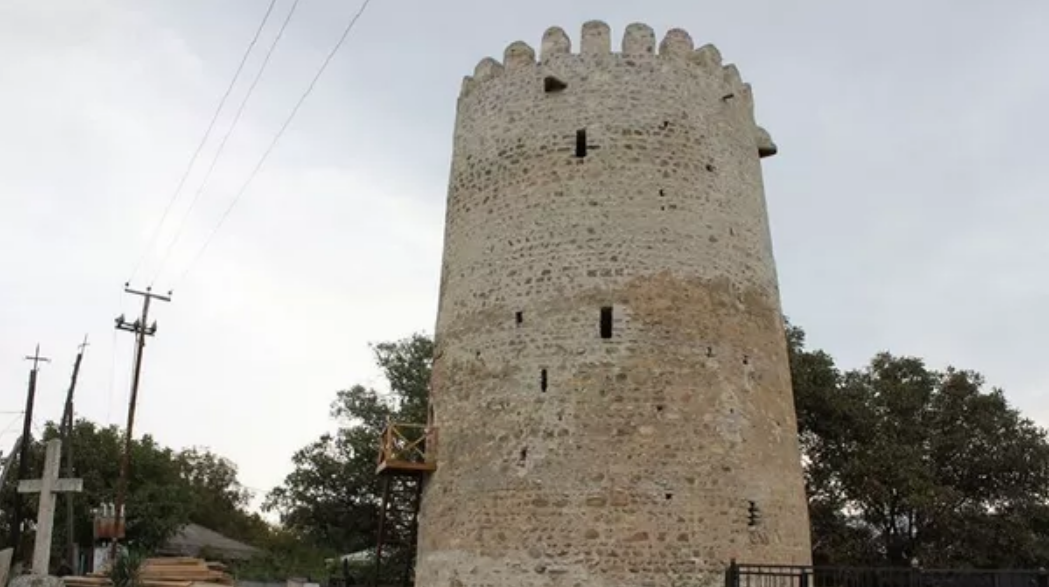
Башня князей Багратион-Давитишвили в селе Пца, построенная в 1799 году, после реставрации в 2020 году

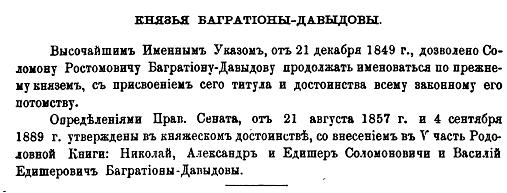
Списки титулованным родам и лицам Российской империи. Издание департамента Герольдии Правительствующего Сената. СПб., 1892 ("Lists of the Titled Families and Persons of the Russian Empire")

На эту жалобу царский двор отреагировал оперативно, проведя определённые работы по возрождению деревни. Но повторно поселившиеся здесь крестьяне опять становились жертвой набегов лезгин. Поэтому царь Ираклий принял особые меры для спасения деревни и её жителей. По его приказу Сативе освободили от отправки в дежурное войско отряда местных воинов, оставив их для защиты Сативе. Также освободили деревню от доставки провианта для дежурного войска и обещали в случае надобности прислать войско. Эти меры отбили охоту у лезгин нападать на хорошо вооружённый гарнизон деревни.
В сентябре 1776 года было документально отмечено о хороших результатах в связи с принятием надлежащих мер по защите стратегического объекта Сативе.
4 августа 1771 года представители князей Багратион-Давитишвили (князья Заал, Давид, Элизбар) в своих письмах царю Ираклию II жаловались на князя Папуну Павленишвили, поскольку упомянутый выкупил селение Броцлети у дяди князя Заала, Давида Багратиони-Давитишвили, не уведомив об этом решении отца своего старшего брата Заала, князя Георгия Багратион-Давитишвили. Князь Заал просил предоставить ему право выкупа имущества. Царь Ираклий II поручил князю Глахе Цицишвили разобраться в этом деле.

К 1794 году в княжестве Садавитишвило имело место напряжение отношений с осетинским населением княжества. В частности, из известного письма царя Картли-Кахетии Ираклия II, представляется возможным узнать, что князь Заал Багратион-Давитишвили и его сын Ростом с представителями других княжеских фамилий, занимался поимкой непокорных осетин, которых пленили и в дальнейшем продавали в рабство за их преступления (в основном, грабежи) в княжестве.
От моего имени передайте поклон Заалу Давиташвили. Эти страдания и беспокойства твои, конечно, нам неприятно и досадно. Ты что писал нам письмо, ответ на него послал через твоего сына Ростома. Письма, присланные через Ростома, касались пленных и осетин. Какую помощь мы смогли оказать тебе в доле ограбления, оказали и в настоящее время, больше ничего не сможем сделать. С божьей помощью может быть еще окажем помощь. Если бы теперь у нас не было много дел, помощь наша была бы больше.царь Картли-Кахетии, Ираклий II, 1794 г. октября 6, — Письмо грузинского царя Ираклия II Заалу Давиташвили о пленных осетинах (Институт рукописей АН ГССР, ф. Нd, док. 561.)
22 ноября 1797 года князь Заал Багратион-Давитишвили отправил царю Ираклию II официальное прошение об аресте осетин, и получил одобрение от Ираклия.
Пусть недуги счастливого царя бог перенесет на Давиташвили Заала: прошу моего милотворителя дать мне акт на имя Заза Амираджиби о том, чтобы враждующего и нарушившего заложничество осетина, принявшего участие в моем ограблении, в поимке его, или его родственника, или человека с его дома, где бы то ни встретился, никто не препятствовал. Амираджиби минбаш Заза, как доложил Давиташвили, где попадется его кровный враг, или его родственник и человек с его дома, задержите и передайте Давиташвили 
— Ираклий.
На другой стороне документа другим почерком: акт об осетинах на имя Амираджиби.Институт рукописей АН ГССР, ф. Hd. док. 552. Подлинник.
Сведения о продаже в рабство непокорных осетин подтверждаются одним из частных писем, в частности, докладного письма князей Херхеулидзе (вассалов Багратион-Давитишвили) к царю Картли-Кахетии, Георгию XII, когда упомянутые жаловались на некоего имеретинца, который по согласованию с князьями Багратион-Давитишвили занимался излавливанием осетин.
Докладная вашему высочеству царю. Ваши рабы Херхеулидзевы эшикагбаша Георгий и Джамаспи. В нашем селе были осетины. Из двух пленников продал Давидашвилевский [Багратион-Давитишвили] человек, имеретин [речь об имеретинце]. Осетины будут иметь с нами вражду. Этих пленных украли из Корниси. Царевич Иоанн об этом хорошо знает. Умоляем дать нам протокол, чтобы это дело он сам разрешил. Если будем жаловаться на других — пусть он рассудит. Просвещеннейший сын господин Иоанн! Ты должен их рассудить и помирить по справедливости.Георгий и Джамасп Херхеулидзе, 1799 г. июня 22, Институт рукописей АН ГССР, ф. Sd, док. 565. Подлинник.
Напряжение между княжеством Садавитишвило и осетинами, изредка успешно грабившими княжество, существовало вплоть до перехода Картли-Кахетинского царства в состав Российской империи. Известно, что в 1801 году была составлена расписка корсевцев, данная князю Заалу Багратион-Давитишвили об отбывании его пленников у осетин.
Эту книгу дали мы, Гверцевели [корсевские] Палван, Абел, Гоги, Тохи, тебе, Заалу Давиташвили, о следующем: тебя ограбили осетины, мы повстречались с ними, они вели твоих пленников, мы их отбили, за что в награждение Вы должны были дать за каждую голову пленника сорок пять копеек; поручителем за это мы взяли у Вас Амираджиби Заза, но так как Вы были человек пострадавший, простили, не просили уплаты и, действительно, ни мы, выше названные, ни люди нашей фамилии и наше ущелье ничего не получили ни от тебя, ни от Амираджиби. Если что-нибудь получили от Вас, то посчитаем себя обязанными возвратить Вам всемеро. Я, Степанашвили Антон, со слов Иосеба, написал и являюсь свидетелем. Я, Санакошвили Шалва, Цховребашвили Чоча, Джиошвили Худжа, Элизбар со своими раздельными написали перед богом, что ты, Давиташвили Заал, которого ограбили осетины, за отбитие твоих пленников нам обещал уплатить по сорок пять копеек за каждого пленника, но так как ты был пострадавший, мы все простили, отказались от платы и ничего не получили ни от тебя, ни от Амираджиби. По просьбе вышеозначенных осетин я, Габашвили Заза, написал эту книгу декабря 14, 1801 года.Архив Института рукописей АН ГССР, ф. sd, № 600.
В 1799 году царевич Иоанн Багратион-Грузинский в своей научной работе «Краткое описание фамилий князей и дворян, живущих в Грузии» отметил, что «в ущелье цхинвальской реки, в долине Нули, проживают тавади Давитишвили, и есть они фамилии Багратиони.» Таким образом было установлено, что их княжеские владения в следствие феодальных междоусобиц и нападений персов и османов сократились до пределов Цхинвальской долины.
Царевич Иоанн Багратион-Грузинский также указывал, что князья Багратион-Давитишвили делятся на две основных ветви: на детей Заала, и детей Элизбара, а остальные — менее знаменитые ответвления (дворянского сословия) — с той же фамилией живут в селе Пца. Представители ветви Багратион-Давитишвили владели большими территориями в нынешних муниципалитетах Гори, Карели, Хашури и землями на территории, ныне контролируемой Южной Осетией.
В том же году княжеским домом была воздвигнута трехэтажная башня в центре селения Пца на левом берегу реки Проне (Шида-Картли, район Агара), однако она была разрушена. В 2020 году башня подверглась реставрации. Реставрационные работы проходили с разрешения Национального агентства охраны культурного наследия Грузии и финансовой поддержкой фонда Карту, владельцем которого является Бидзина Иванишвили.

## Судьба княжества после присоединения Картли-Кахетинского царства к Российской империи
Последний князь этого сатавадо, Соломон Багратиони-Давитишвили, после присоединения Картли-Кахетинского царства к Российской Империи в 1801 году занял сторону оппозиции. К 1803 году он бежал в Персию вместе с царевичем Теймуразом Багратион-Грузинским, и был его доверенным лицом в переписке с последним царем Имеретии, Соломоном II и прочими отпрысками царских ветвей Багратионов, и вел переговоры с шахским двором Персии вместе с царевичем Александром Багратион-Грузинским, сыном царя Ираклия II. Известно, что в 1804 году Соломон находился на территории Картли-Кахетии, и был арестован российскими властями, однако в 1806 году он был выпущен под залог.
После присоединения Картли-Кахетии к России княжество было ликвидировано. Род сохранил княжеский титул Высочайшим указом Российского императора Николая I из династии Романовых в 1849 и 1850-х годах.

## Список известных князей Садавитишвило
- Князь Элизбар Багратион-Давитишвили (ум. 1666);[52]
- Князь Давид Багратион-Давитишвили (ум. 1692), сын предыдущего;[52]
- Князь Элизбар (II) Багратион-Давитишвили (ум. 1736), сын предыдущего;[52]
- Князь Георгий Багратион-Давитишвили (ум. 1750), сын предыдущего;[52]
- Князь Заал Багратион-Давитишвили (ум. 1801), сын предыдущего, последний князь Садавитишвило перед переходом Картли-Кахетинского царства в состав Российской империи.[52]